# Nativa FM Rio de Janeiro
A Nativa FM Rio de Janeiro foi uma emissora de rádio brasileira sediada no Rio de Janeiro, capital do estado de mesmo nome. Pertencente aos Diários Associados, iniciou suas atividades através da frequência de 96,5 MHz no dial FM como Tupi FM, em 1974, com programação de músicas clássicas e orquestradas. Na década de 1990, tornou-se uma estação popular, e em 2000, mudou sua identificação para Nativa FM. Em 2009, passou a transmitir em 103,7 MHz, antes de propriedade da Antena 1 Rio de Janeiro, para a qual devolveu em 2015, quando saiu do ar.

## História
A Super Rádio Tupi detinha a concessão da frequência de 96,5 MHz que, até a década de 1960, foi utilizada internamente para realizar ligações entre estúdio e transmissores. No decênio seguinte, com o lançamento das primeiras emissoras de rádio em frequência modulada no Brasil, seu conglomerado Diários Associados criou, em 24 de maio de 1974, a Tupi FM para operação na mesma outorga. Como outras na época, a estação, sob o slogan Estéreo espetacular, mantinha um estilo de programação presente nos Estados Unidos chamado beautiful music, que consistia na execução de músicas clássicas e orquestradas intercaladas com intervalos comerciais curtos. Com este formato, a emissora era ouvida por um público que detinha renda para comprar aparelhos receptores de rádio FM, e chegou a ser transmitida em elevadores e salas de espera de consultórios médicos. A Tupi FM manteve-se assim até fevereiro de 1994, quando adotou programação popular, passando a promover-se com o slogan O amor do Rio.
Seguindo com programação popular, a emissora mudou seu nome para Nativa FM em 1 de agosto de 2000 através do licenciamento de marca com a estação de mesmo nome sediada em São Paulo — antes da estreia, a antecessora havia adicionado Nativa em sua identificação, apresentando-se Tupi FM, a Nativa do Rio. No ano seguinte, a Nativa FM paulista iniciou a formação de uma rede nacional, em que a emissora do Rio de Janeiro estava incluída, chegando a retransmitir a rede, porém o plano não foi adiante. Após a tentativa, a Nativa FM passou a gerar localmente toda a sua programação. Posteriormente, em 2004, a estação de São Paulo foi recolocada como rede nacional, sem, no entanto, a carioca fazer parte.
Em 1 de junho de 2009, visando ampliar o alcance da Super Rádio Tupi no Rio de Janeiro, os Diários Associados realizaram uma troca de frequências, em que a emissora em AM passou a ser retransmitida pelo dial FM na frequência de 96,5 MHz, enquanto a Nativa FM deslocou-se, através de arrendamento, aos 103,7 MHz, por onde operava até então a Antena 1 Rio de Janeiro. Em 18 de junho de 2014, a emissora deixou sua sede no Centro da capital fluminense e passou a transmitir do bairro São Cristóvão.
Na noite de 16 de dezembro de 2015, a Nativa FM encerrou suas atividades e devolveu a frequência à Antena 1 Rio de Janeiro, que retornou em seguida. A medida foi uma consequência da crise que havia atingido os Diários Associados.